# Campo Santa Maria Formosa
El campo Santa Maria Formosa es una plaza o campo rectangular situado en el sestiere o barrio veneciano de Castello, Italia.
Constituye una de las plazas de mayor tamaño de la ciudad, con un total de nueve calles y once puentes, alguno de los cuales son accesos directos a los edificios con fachada al campo. Debe su nombre a la cercana iglesia de Santa Maria Formosa.

## Descripción
La plaza está delimitada por tres rii o canales, Santa Maria Formosa, Pestrin y Mondo Novo, en cuyo entorno se hallan un conjunto de edificios de interés histórico. Según su disposición, de izquierda a derecha desde el noroeste, son los que siguen:
- Palacio Priuli Ruzzini
- Palacio Morosini del Pestrin (con vuelta al rio del Pestrin)
- Palacios Donà
- Casa Venier
- Palacio Vitturi
- Palacio Malipiero Trevisan
- Palacio Querini Stampalia (con vuelta a Campiello Querini)